# Мусковітизація
Мусковітизація (рос. мусковитизация, англ. muscovitization, нім. Muskovitisation f, Muskovitisierung f) — метасоматичний процес перетворення польового шпату в мусковіт.